# Room for Squares
Room for Squares è il primo album in studio del cantautore statunitense John Mayer, pubblicato il 5 giugno 2001 dalla Columbia Records. L'album ha raggiunto la numero nove nella classifica americana Billboard 200 e ha procurato al cantautore la vittoria del Grammy Award come miglior performance pop vocale maschile per il singolo estratto Your Body Is a Wonderland.

## Tracce
Testi e musiche di John Mayer, eccetto dove indicato.
1. No Such Thing (Mayer, Clay Cook) – 3:51
2. Why Georgia – 4:30
3. My Stupid Mouth – 3:47
4. Your Body Is a Wonderland – 4:08
5. Neon (Mayer, Cook) – 4:23
6. City Love – 4:03
7. 83 – 4:55
8. Love Song for No One (Mayer, Cook) – 3:24
9. Back to You – 4:04
10. Great Indoors – 3:36
11. Not Myself – 3:39
12. St. Patrick's Day – 5:20